# Atemnosiphon
Atemnosiphon é um género botânico pertencente à família Thymelaeaceae.